# Ostrea futamiensis
Ostrea futamiensis is een tweekleppigensoort uit de familie van de Ostreidae. De wetenschappelijke naam van de soort is voor het eerst geldig gepubliceerd in 1929 door Seki.